# Šinobusi
Šinobusi su muzička grupa osnovana krajem 2001. godine u Novom Sadu. Do sada su objavili šest autorskih albuma i odsvirali preko 600 koncerata u klubovima i na festivalima u Srbiji, Sloveniji, Hrvatskoj, Bosni i Hercegovini, Crnoj Gori, Bugarskoj i Švajcarskoj. Aktuelni album Nismo nikud ni krenuli objavljen je 8. aprila 2022. godine za izdavačku kuću Jugoton.

## Biografija

### Od 2001. do 2006.
Grupa Šinobusi osnovana je 2001. godine u Novom Sadu. Bend je isprva funkcionisao kao akustični trio, a krajem 2002. godine priključila se ritam sekcija. Istovremeno su akustične gitare zamenili električnim. U prvoj postavi benda bili su usni harmonikaš Slobodan Mirić, gitarista i pevač Milan Korać, slajd gitarista Ðorđe Adžaip, basista Predrag Dmitrović i bubnjar Nikola Dukić. Sastav brzo postaje koncertno aktivan i svira obrade poznatih ritam & bluz standarda u klubovima širom Vojvodine. Prvi je nastup održan 4. januara 2003. godine u Apatinu. Već posle nekoliko meseci, bend odlučuje da se posveti stvaranju autorske muzike, a kako se u to vreme većina članova bavila pisanjem poezije, opredeljuju se za tekstove na maternjem jeziku.
U novembru 2003. godine, u studiju Komandant Adam u Sremskoj Kamenici, Šinobusi snimaju album prvenac koji je u junu 2005. objavljen pod nazivom Nekad jurimo kroz polja, a nekad stojimo u stanicama, za beogradsku izdavačku kuću City Records. Među jedanaest pesama, na albumu se našla i kantri-bluz verzija poznate kompozicije Kraj jezera vojvođanskog kantautora Zvonka Bogdana. U snimanju prvenca, osim članova grupe, učestvovao je i Dejan Dobrijević, a propratni tekst na omotu izdanja napisao je Dragan Uzelac.
U maju 2005. godine u bend dolazi novi bubnjar Ðorde Bubnjević, a u avgustu ‒ profilisani gitarista Nenad Patković. Te godine bend promoviše svoj prvi album nastupajući na festivalima: EXIT 05, 12. Internacionalni moto fest u Novom Sadu, 5. Internacionalni Blues i Jazz Festival u Šapcu.
Snimljena su tri spota za pesme Kraj jezera, Boli i mene i Kada svrake bulje u mene. U novembru 2005. godine Šinobusi snimaju verziju albuma na engleskom jeziku, na kojem je prateće vokale pevala Maja Rakić.
Naredne godine Šinobusi polaze na putovanje balkanskim prugama. Nastupaju u Zagrebu, Sarajevu, na In Wires festivalu u Užicu, na Internacionalnom bluz festivalu u Mostaru, Beer Fest-u u Beogradu, Mojo klubu u Senti, na proslavi 250 godina Apatinske pivare, kao i u mnogim klubovima širom Srbije. Muzika Šinobusa čuje se na RUA FM u Lisabonu, u emisiji Bluesmente Falando, kao i u okviru Good Times Blues radio programa na FM Arinfo u Buenos Ajresu.

### Od 2007. do 2012.
Novo poglavlje u radu Šinobusa otvara dolazak prepoznatljivog novosadskog usnog harmonikaša Željka Đurđevca Žikse, početkom 2007. godine. U aprilu bend polazi na turneju u Hrvatsku i Sloveniju. Koncertima u Zagrebu, Osijeku, Kopru, Ljubljani i Celju, Šinobusi stiču mnoge nove ljubitelje. U maju, u studiju Do Re Mi u Novom Sadu, grupa snima drugi autorski album U pravcu jablanova, na kojem sarađuje s Petrom Jelićem. Album odlikuje žanrovska raznovrsnost, kao i svirački i produkcijski pomak u odnosu na prethodni rad. Odabrane su pesme u kojima se skladno prožimaju bluz, rok, fank, pop, džez, naposletku i klasika. Te godine bend nastupa i na EXIT 07 festivalu na Fusion bini.
Drugi album U pravcu jablanova objavljen je 4. decembra 2007, za izdavačku kuću PGP RTS iz Beograda. Snimljen je spot za obradu šlagera Čamac na Tisi Darka Kraljića, u produkciji studija Altertise iz Novog Sada. Kao reditelj, spot potpisuje Miloš Pušić. Pesma je emitovna na MTV Adrija, a na beogradskoj MTS televiziji zadržala se sedam nedelja na top listi. Nedugo zatim, 15. decembra 2007, album je koncertno predstavljen u prepunom Studiju M u Novom Sadu. Desetak gostujućih muzičara i umetnika učestvovalo je na promociji, među kojima i flamenko grupa La Sed Gitana.
Tokom 2007. Godine bend je imao sedamdesetak nastupa po klubovima i festivalima širom Srbije i Balkana. Šinobusi se krajem godine pojavljuju i na kompilaciji Neki noviji klinci i... takođe objavljenoj za izdavačku kuću PGP RTS, na kojoj dvadeset jedan novosadski bend obrađuje pesme kantautora Đorđa Balaševića. Šinobusi se ovde predstavljaju pesmom Život je more u bluz-flamenko formi, a prateće vokale pevala je Zorica Milenković Zoka.
U aprilu 2008. Godine Šinobusi odlaze na drugu slovenačku turneju, gde sviraju u Kopru, Pivci, Ljubljani, Postojni i Škofja Loki. U maju je snimljen drugi spot za naslovnu numeru U pravcu jablanova, takođe u produkciji studija Altertise. U septembru Šinobusi učestvuju na Festivalu moderne tamburaške muzike na Petrovaradinskoj tvrđavi, gde s pesmom Svitac ulaze u finale. Istog meseca sviraju na Festivalu uličnih svirača u Novom sadu, a u oktobru na Festivalu šverca kulture u Segedinu i Subotici. U novembru iste godine odlaze na treću slovenačku turneju.
U maju 2009. Šinobusi počinju da snimaju treći album, još jednom u novosadskom studiju Do Re Mi. Producent albuma je Petar Jelić, koji je na albumu svirao električne i akustične gitare i pevao prateće vokale. Istog meseca sviraju na In Wires festivalu u Užicu i na Blok Rock Festu u Novom Sadu, a u avgustu na festivalu Spirit of Burgas u Bugarskoj. U septembru učestvuju na festivalu Jelen Pivo Live u SKC-u u Beogradu, a u novembru na 8. bluz i džez festivalu u Kikindi.
Album Vagon za provetravanje tunela objavljen je 28. marta 2010. godine, ponovo za izdavačku kuću PGP RTS. Tog dana održana je koncertna promocija albuma u Studiju M u Novom Sadu. Snimljen je spot za prvi singl Super bejbe, koji provodi nekoliko nedelja na Jelen Top 10 listi na televiziji B92. Sledi promotivna turneja na kojoj Šinobusi sviraju u Sloveniji i na 1st International Zagreb Blues Festu u klubu Močvara. U junu koncertni snimak pesme Mirna Bačka, zabeležen na novosadskoj promociji u Studiju M, zauzima prvo mesto na popularnoj Gruvanje top listi, na Radio-televiziji Vojvodine. Krajem istog meseca bend nastupa na IX beogradskom bluz festivalu Blues Stock 2010. na hipodromu u Beogradu.
U saradnji s flamenko grupom La Sed Gitana, Šinobusi tokom leta nastupaju na festivalu kultura sveta – Magdalenca u Tolminu u Sloveniji, kao i na Apatinskim ribarskim večerima. Posle jesenjih koncerata u Srbiji i Sloveniji, bend se pozdravlja s 2010. godinom, novogodišnjim nastupom na trgu u Šapcu. U pomenutoj godini, Miloš Pušić uradio je spot za pesmu Bluz novog dana, koja zadobija izuzetnu pažnju i naklonost gledalaca.
Šinobusi 1. februara 2011. nastupaju u Centru Sava, u Beogradu, u okviru muzičkog programa prilikom dodela Oskara popularnosti u organizaciji magazina Puls. U martu sviraju humanitarni koncert sa Del Arno Bendom u klubu Fabrika u Novom Sadu, a u aprilu dva zajednička koncerta sa slovenačkim bendom Mojo Hand u Ljubljani, na Orto Festu i u Novom Mestu u klubu LokalPatriot. U avgustu sviraju na Beer Festu u Beogradu na Ušću, a u novembru još jednom u Studiju M u Novom Sadu, u okviru festivala Taktons. U decembru, takođe u Studiju M, za potrebe novogodišnjeg programa Radio-televizije Vojvodine, uživo snimaju koncert s nazivom Šinobusi i putnici. Odabrana publika delila je s grupom binu, a putnici su bili prijatelji benda ‒ Keckec, Biške, Ana Perišić, Lee-Man, Vladimir Stanković, Bogdan Ranković, Vlada Samardžić, Petar Jelić, Frajle, Mumin, Slaven Kalebič i Gabor Bunford.
Nakon smrti Željka Đurđevca Žikse, 26. juna 2012, Šinobusi nastavljaju svoje putovanje po muzičkim prugama. U Studiju u Futogu početkom avgusta 2012. počinju da snimaju četvrti autorski album Nebo od skaja. Na Žiksino mesto dolazi mladi usni harmonikaš Stefan Stefanović Gile. Njegov prvi nastup s bendom bio je 25. avgusta u Titelu, na Ika & Žiksa memorijalnom koncertu.
U klubu SKC Fabrika u Novom Sadu, 13. oktobra, održana je Svirka za Žiksu, gde je pored pet bendova u kojima je Žiksa svirao, nastupio i Del Arno Bend.

### Od 2013. do danas
Početkom 2013. godine Šinobusi odlaze na mini turneju Četiri skakaonice u Sloveniju, a koncertom u Snack Bar-u u Kopru 5. januara simultano obeležavaju deseti rođendan benda, 49. rođendan Snack Bar-a i pedeseti Žiksin rođendan. U junu, Milan Korać objavljuje knjigu poezije i prvi solo album Do modrih dubina, u izdanju Prometeja iz Novog Sada. Album i knjiga koncertno su predstavljeni 7.juna u Kulturnom centru Novog Sada, u sklopu prvog festivala regionalne autorske muzike Poezika. Album može besplatno da se preuzme na ovoj adresi: https://web.archive.org/web/20150708090213/http://www.rocksvirke.com/download/milankorac.html. U julu Šinobusi sviraju na festivalu Rock Otočec, koji je te godine održan u Ljubljani.
Velikim koncertom u novosadskom klubu SKC Fabrika, 12. oktobra 2013. godine, grupa proslavlja desetogodišnjicu rada. Gosti su bili bendovi Mojo Hand iz Ljubljane i El Kachon iz Novog Mesta. Potom su u okviru turneje 10 godinana šinama održani koncerti u sedam vojvođanskih gradova. Povodom još jednog jubileja, decenije rada flamenko grupe La Sed Gitana, 10. decembra 2013. u Srpskom narodnom pozorištu u Novom Sadu održan je zajednički flamenko-rok kocert. Pored Šinobusa, nastupio je i Jésus Enrique González Hernández, flamenko pevač iz Španije.
Iste godine objavljena je kompilacija pesama koje su Šinobusi snimili na stihove Saše Radonjića, u saradnji sa Solaris Blues Band-om. Album Oblak nalik tebi može besplatno da se preuzme na ovoj adresi: https://web.archive.org/web/20150708101630/http://www.rocksvirke.com/download/solarisbluesbandfeatsinobusi.html
Četvrti autorski album Šinobusa, Nebo od skaja, objavljen je 23. decembra 2013. za regionalnu izdavačku kuću Dallas Records. Prateće vokale pevale su Jelena Bračika, Maja Matić i Dragana Keller Dada, a produkciju potpisuje Darko Varga. Album je tradicionalno koncertno predstavljen u novosadskom Studiju M, 8. januara 2014, u okviru muzičkog serijala M ključ. Usledile su promocije u Subotici i Beogradu, a zatim još jedna slovenačka turneja, gde je novi album predstavljen u Novom Mestu, Ljubljani, Kopru i Izoli. U aprilu, Šinobusi prvi put sviraju u Švajcarskoj, u Cirihu i Badenu.
Na godišnjicu smrti Džona Lenona, 8. decembra 2014, objavljen je album Spektakl, Miloša Zubca i Milana Koraća. Album je objavljen kao on-lajn izdanje muzičkog portala RockSvirke i može besplatno da se presluša na ovoj adresi:
https://miloszubacmilankorac.bandcamp.com/releases
U snimanju ovih pesama učestvovali su svi članovi Šinobusa. Na samom koncu godine, 31. decembra 2014, bendu je uručena plaketa Novosadski hit godine 2014. za pesmu Skačem visoko sa albuma Nebo od skaja. Glasanje je organizovala knjižara Solaris iz Novog Sada, a video spot za pesmu potpisao je Miloš Pušić, dugogodišnji saradnik benda.
Promocija albuma Spektakl održana je 6. februara 2015. u klubu Kriva Marta Blues Pub u Novom Sadu. Usledio je poziv na muzički festival MUSA u italijanskom gradu Assisi, gde će Miloš Zubac, Milan Korać, Đorđe Bubnjević i Nenad Patković, kao kvartet Spektakl, 18. jula 2015. predstavljati Srbiju.
U aprilu 2015. Šinobusi polaze na još jednu slovenačku turneju pod nazivom Bambergerizacija malvazije.Završavaju je svojim devetim koncertom u Snack bar-u u Kopru i ujedno‒četrdesetim nastupom u Sloveniji.
Drugi video-singl sa albuma Nebo od skaja, za pesmu Bio sam tu, uradio je Predrag Novković. U spotu su korišćeni video zapisi iz 2013.godine, s rođendanskog koncerta 10 godina na šinama, u novosadskom klubu Fabrika, kao i snimci iz 2014. godine, s mini-turneje u Švajcarskoj.
U novembru 2015. Šinobusi sviraju na Blue Danube Blues Fest-u u novosadskom klubu Fabrika kao predgrupa Boo Boo Davis-u. U martu 2016. objavljen je video spot za novu pesmu Preko polja, pa u brda u kojem su korišćeni snimci sa slovenačke turneje Bambergerizacija malvazije iz 2015. godine. Od značajnijih koncerata u 2016. godini izdvajaju se nastupi na Jazz & Blues Spring Fest-u u Sremskoj Mitrovici i 3. Blues 'N' Rock Festival-u u Izoli u Sloveniji.
Dana 6. maja 2016.godine objavljen je drugi solo album Milana Koraća pod nazivom Sunčani put kao on-line izdanje za izdavačku kuću Rock Svirke Records iz Beograda. Album se može besplatno preslušati na sledećoj adresi:
https://rocksvirkerecords.bandcamp.com/album/sun-ani-put
U avgustu iste godine počinje snimanje 5. autorskog albuma u Studiju u Futogu. Prvi put su autori svi članovi benda i sve pesme su na srpskom jeziku. Album "Ljubav i dalje diše" objavljen je u martu 2017. godine za izdavačku kuću PGP RTS. Producent je Darko Varga, a ovde možete čuti ceo album:
https://www.youtube.com/watch?v=YIwXPNaGBm8&list=PLIUHMuuuACiMiHPcEwuA3iEEm7Rm-7lpB
Dana 8. aprila 2022. godine objavljen je album "Nismo nikud ni krenuli" za izdavačku kuću Jugoton. Album je snimljen u novosadskom studiju "Do re mi" u novembru 2021. godine. Prvi singl sa albuma je pesma "Kada padaš" za koju je urađen i spot on snimaka sa nastupa benda na Nišville Jazz Festivalu 2021. godine.
https://www.youtube.com/watch?v=YkfiLy71JRw&ab_channel=JugotonMusic

## Sadašnji članovi
- Glas, gitara: Milan Korać; od 2001. do danas
- Bas gitara: Predrag Dmitrović (Pepa); od 2002. do danas
- Bubnjevi: Đorđe Bubnjević (Đole); od 2005. do danas
- Gitara, glas: Nenad Patković; od 2005. do danas
- Usna harmonika: Stefan Stefanović (Gile); od 2012. do danas

## Bivši članovi
- Usna harmonika: Željko Đurđevac (Žiksa); 2007—2012.
- Usna harmonika: Slobodan Mirić (Sloba); 2001—2006.
- Bubnjevi: Nikola Dukić (Oskar); 2002—2005.
- Gitara: Đorđe Adžaip (Đole); 2001—2005.
- Bas gitara: Dejan Dobrijević (Bluzer); prva polovina 2004.godine

## Diskografija

### Albumi

#### Nekad jurimo kroz polja, a nekad stojimo u stanicama
Album je objavljen 2005. godine za izdavačku kuću City Records.
1. Lowlanders Blues
2. U rano jutro opet budi me dan
3. In the Bottle
4. Boli i mene
5. Kraj jezera
6. Pakleni dan
7. Kada svrake bulje u mene
8. Catch the Chicken
9. Sećanje na Srem
10. Poražen u svom kaputu
11. Bela tačka

#### U pravcu jablanova
Album je objavljen 2007. godine za izdavačku kuću PGP RTS.
1. U pravcu jablanova
2. Moje ruke sad su ptice
3. Čamac na Tisi
4. Lađa
5. Bulevar sreće
6. Where Is the Freedom?
7. Prašina
8. If I Had Possession Over Judgement Day
9. Jutro je sebi prokrčilo put
10. Bluz je đavo
11. Predosećaj
12. Čekanje

#### Vagon za provetravanje tunela
Album je objavljen 2010. godine za izdavačku kuću PGP RTS.
1. Intro-tema iz filma Mala pljačka vlaka
2. Super bejbe
3. Bluz novog dana
4. Obasjaj nam put
5. Svitac
6. Mirna Bačka
7. Ravnodušna pesma
8. Ja moram da te vidim što pre
9. Wayfaring Stranger
10. Raskršće
11. Nadomak oka
12. Srebrna strela
13. Beskrajna pruga

#### Nebo od skaja
Album je objavljen 2013. godine za izdavačku kuću Dallas Records.
1. Vazduh
2. Kuća ljubavi
3. Bio sam tu
4. Naš dan
5. Skačem visoko
6. Greed
7. Iz drugog ugla
8. Potera
9. Ćorav sokak
10. Noonism
11. Ko zna
12. Ponekad
13. Lion's Garden
14. Odlazak

#### Ljubav i dalje diše
Album je objavljen 2017. godine za izdavačku kuću PGP RTS.
1. U nevreme
2. Preko polja, pa u brda
3. Čudno voće
4. Ljubav i dalje diše
5. Boka
6. Začaran krug
7. Iz drugog života
8. Dečaci
9. Hop
10. Genetski modifikovana osećanja
11. Pauk tišine
12. Crna dirka
13. Vučedolska

#### Nismo nikud ni krenuli
Album je objavljen 2022. godine za izdavačku kuću Jugoton.
1. Kada padaš
2. Pokaži mi oči
3. Noćni za Tandžir
4. Ne čuje se zvuk
5. Jadranska
6. Savremeni robovi
7. Anđeli u vreći
8. Daj mi ruku
9. Sam u sobi
10. Oblomov je
11. Dani su isti

### Kompilacije

#### Neki noviji klinci i...
Kompilacija pesama Neki noviji klinci i... je objavljena 2007. godine za izdavačku kuću PGP RTS. 
1. Tizzies — „Mirka“ - 2:30
2. TetraPank — „Lepa profina kći“ - 2:50
3. Pinknik — „Nikad kao Bane“ - 3:59
4. Đarma & Metkovi — „Moj stari frend“ - 2:25
5. Zbogom Brus Li — „Jadna i bedna 2007“ - 3:30
6. Lost Propelleros — „Pesma o jednom petlu“ - 2:39
7. Drum 'n' Zez featuring Zagor & Piknik — „Al' se nekad dobro jelo“ - 3:50
8. Pero Defformero — „Jaroslava“ - 3:58
9. Čučuk Stana HC Orchestra — „U razdeljak te ljubim“ - 1:52
10. Super S Karamelom — „Pa dobro gde si ti“ - 3:12
11. Proleće — „Oprosti mi Katrin“ - 2:18
12. Nekropolis — „Živeti slobodno“ - 3:27
13. Šinobusi — „Život je more“ - 5:06
14. Sing Sing Singers — „Baby Blue“ - 2:54
15. The Groovers — „Predlog“ - 3:06
16. Crosspoint — „Devojka sa čardaš nogama“ - 4:34
17. Lee Man — „Limanska“ - 4:20
18. Signum — „D Mol“ - 4:15
19. Mitesers — „Palava balada“ - 3:52
20. Crash 2 — „Crni labud“ - 4:27
21. Highway — „Neki novi klinci“ - 3:55

### Albumi saradnje

#### Oblak nalik tebi
Album je objavljen 2013. godine za izdavačku kuću IKC Solaris.
Sve tekstove je napisao književnik Saša Radonjić, osnivač Solaris Blues Band-a.
1. Oblak nalik tebi
2. Strah i sat
3. Vazduh
4. Šinobus bluz
5. Raskršće
6. Put tišine
7. Beskrajna pruga
8. Vlažne reči
9. Kuća od prašine[3]

## Spoljašnje veze
- Šinobusi na sajtu  (jezik: engleski)